# جوزيف بيتس
جوزيف بيتس (بالإنجليزية: Joseph Bates)‏ هو داعية وبحار أمريكي، ولد في 8 يوليو 1792 في Rochester, Massachusetts ‏ في الولايات المتحدة، وتوفي في 19 مارس 1872 في باتل كريك في الولايات المتحدة.